# وسيط المعرفة
وسيط المعرفة هو وسيط (منظمة أو شخص)، يهدف إلى تطوير العلاقات والشبكات مع، وبين، وبين منتجي ومستخدمي المعرفة من خلال توفير الروابط ومصادر المعرفة، وفي بعض الحالات المعرفة نفسها، (مثل المعرفة التقنية -كيف، رؤى السوق، أدلة البحث) للمنظمات في شبكتها.
في حين أن الدور والوظيفة لوسطاء المعرفة يتم من خلال تصورهم وتشغيلهم بشكل مختلف في مختلف القطاعات والإعدادات، يبدو أن السمة الرئيسية هي تسهيل تبادل المعرفة أو تقاسمها بين مختلف أصحاب المصلحة وبينهم، بما في ذلك الباحثين والممارسين وصانعي السياسات.
قد يعمل وسيط المعرفة في العديد من الأسواق والمجالات التقنية. ويرتبط مفهوم وسطاء المعرفة ارتباطًا وثيقًا بمفهوم التبعات المعرفية.
في مجالات الصحة العامة، وبحوث الخدمات الصحية التطبيقية، والعلوم الاجتماعية، ويُشار إلى وسطاء المعرفة غالبًا باسم الجسور أو الوسطاء  التي تربط منتجي الأدلة البحثية بمستخدمي أدلة الأبحاث مثل وسيلة لتسهيل التعاون لتحديد القضايا، وحل المشكلات،  وتعزيز اتخاذ القرارات المستندة إلى الأدلة (EIDM)، وهي عملية التقييم النقدي وإدماج أفضل الأدلة البحثية المتاحة، إلى جانب الأدلة من مصادر أخرى متعددة في السياسة وقرارات الممارسة. يعد استخدام وسيط المعرفة لتسهيل تبادل المعرفة وتبني الرؤى إحدى الإستراتيجيات في المجال الأوسع لإدارة المعرفة.

## وظيفة
ويسهل وسطاء المعرفة نقل وتبادل المعرفة من حالت وفرة إلى حالت الحاجة إليها، وبالتالي دعم التنمية المشتركة وتحسين القدرة الابتكارية للمنظمات في شبكتهم. في مجال الصحة العامة، يسهل وسطاء المعرفة الاستخدام المناسب لأفضل أدلة البحث المتاحة في عمليات صنع القرار ، مما يعزز القدرة الفردية والتنظيمية على المشاركة الفعالة في صنع القرار المستنير إلى الأدلة. في هذا الإعداد، يشجع وسطاء المعرفة استخدام البحث.
- تقييم العوائق وإتاحة الوصول إلى المعرفة (أي الفرز والاعتراف بالمعرفة القيمة عبر المنظمات والصناعات)
- التعلم (مثل استيعاب الخبرات من مجموعة متنوعة من وجهات النظر بما في ذلك الصناعة أو التكنولوجيا أو التخصصات الصحية)
- ربط مجموعات المعرفة المنفصلة (على سبيل المثال من خلال البحث المشترك، والخدمات الاستشارية، وتطوير الفهم المتبادل للأهداف والثقافات
- دعم المعرفة وتنمية المهارات
- تسهيل تطوير القدرات الفردية / التنظيمية لاستخدام المعرفة (على سبيل المثال، تقييم الاستخدام الحالي للمعرفة، والقدرة الاستيعابية والتقبيلية، والاستعداد للتغيير)
- تنفيذ المعرفة في إعدادات جديدة (على سبيل المثال، دمج المعرفة الموجودة بطرق جديدة)

## الخبرة
يقدم وسطاء المعرفة رابطًا بين منتجي المعرفة ومستخدميها. لتسهيل تبادل المعرفة هذا، يطلب من وسطاء المعرفة بناء علاقة مع جمهورهم المستهدف وتكوين روابط جديدة عبر المجالات.
وجد البحث عن وسطاء المعرفة الفعالين، الذي أجراه باحثو جامعة أكسفورد، أن القيادة المعرفية الملتزمة هي المفتاح لتعبئة البحث عبر الحدود التنظيمية ودمجها في الممارسة. في البحث طولي بتمويل من المعهد الوطني للبحوث الصحية، وجدت دراسة ثلاثة بدائل القيادة المعرفة، من في نقل، الاستيلاء ويتزاحم البحوث الأكاديمية.
- خبرة في تجميع المعلومات وتكييفها للاستخدامها في سياقات محلية مختلفة
- بطريقة غير قضائية، محترمة
- مهارات اتصال ممتازة الخطية والشفوية
- مهارات العلاقات الشخصية والتواصل القوية
- فهم السياق والعمليات والمؤثرين الرئيسيين لكل من منتجي ومستخدمي المعرفة
- مهارات التفكير الناقد
- قدرات وممارسات التفكير النقدي
- مهارات وخبرات التخطيط الاستراتيجي
- فهم مبادئ وممارسات تعليم الكبار

## أمثلة على وسطاء المعرفة
يمكن لكل فرد أو منظمة، لديها إمكانية الوصول إلى المعرفة من عدة كيانات غير متصلة، نظريًا أن تعمل كوسيط للمعرفة. تم تحديد أنواع معينة من المنظمات لتكون في المقام الأول بمثابة وسطاء المعرفة:
- وسطاء المعرفة المخلصين [19]

(بمعنى آخر ESADE Creapolis ، IMCG and Sociedade Portuguesa de Inovação)
- الرأسماليون المغامرون [20]
- الشركات الاستشارية [1]
- منظمات دعم اتخاذ القرار المستندة إلى الأدلة (على سبيل المثال، Health Evidence TM ، [21] التي تقدم وسطاء المعرفة المخلصين لتوجيه أو تسهيل اتخاذ القرارات المستنيرة بالأدلة في منظمات الصحة العامة، [13][13][22][23][24] والمركز الوطني المتعاون للطرق والأدوات، [25] الذي لديه وسطاء معرفة يسهلون مجتمع ممارسة الصحة العامة

### مبادرة وسيط المعرفة بشأن تغير المناخ
يهدف مشروع ممول من شبكة المعرفة الخاصة بالمناخ والتنمية إلى دمج مصادر معلومات تغير المناخ وتفصيل البيانات في منتجات المعلومات ذات الصلة. يعتبر الوصول إلى المعلومات والبيانات الموثوقة، والقدرة على تبادل الدروس والخبرات، من المكونات الرئيسية في معالجة تغير المناخ، خاصة داخل البلدان النامية. ومع ذلك، على الرغم من إنشاء العديد من مواقع الويب والبوابات والمنصات عبر الإنترنت لتوفير هذه المعلومات، فإن «البنية التحتية المعرفية» في قطاع المناخ والتنمية لا تزال ضعيفة. يهدف المشروع إلى سد بعض الفجوات وتوفير الجسور بين المبادرات المعزولة.
بحثت دراسة أجراها المعهد الدولي للتنمية المستدامة قيمة وسطاء المعرفة في مجال تغير المناخ. أجريت المقابلات والاستطلاعات مع أكثر من 200 مستخدم لمعلومات معلومات تغير المناخ عبر الإنترنت لفهم احتياجاتهم وتفضيلاتهم وسلوكياتهم. ونشرت النتائج في ورقة بعنوان «تحليل موجه للمستخدم حول منصات السمسرة المعرفية عبر الإنترنت لتغير المناخ والتنمية». يحدد هذا المنشور المجالات المحتملة للابتكار في السمسرة في المعرفة عبر الإنترنت ويسلط الضوء على الحاجة إلى جعل السمسرة في المعرفة المناخية تتجاوز وظائفها عبر الإنترنت.